# Leimbach (Zurigo)
Leimbach (toponimo tedesco) è un quartiere di Zurigo di 5 936 abitanti, nel distretto 2.

## Storia

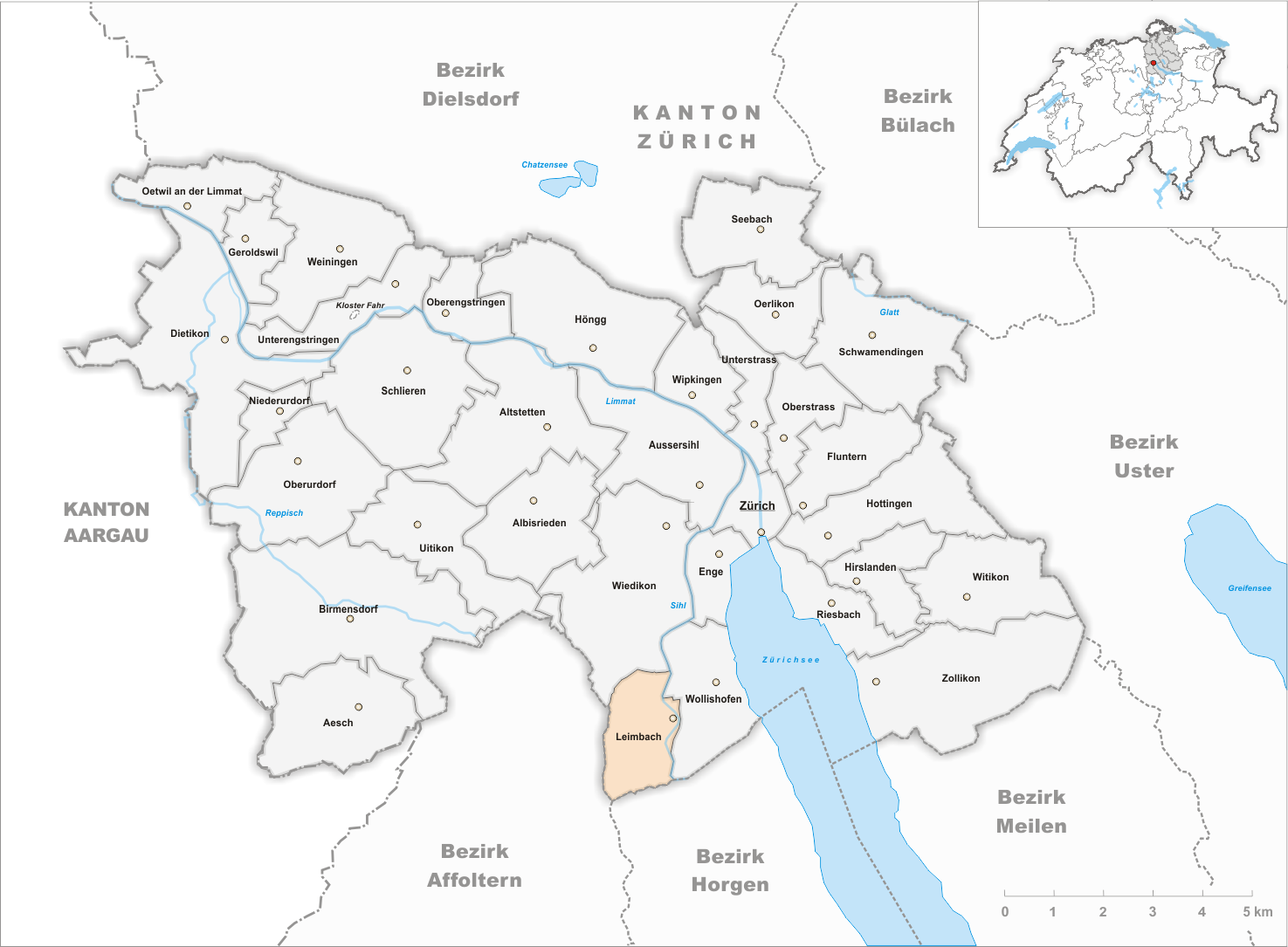
Il territorio del comune di Leimbach prima degli accorpamenti comunali del 1893

Già comune autonomo che comprendeva le frazioni di Frymannhäuser, Höckler, Hüsli, Mittel-Leimbach, Ober-Leimbach, Ris e Unter-Leimbach, nel 1893 è stato accorpato al comune di Zurigo assieme agli altri comuni soppressi di Aussersihl, Enge, Fluntern, Hirslanden, Hottingen, Oberstrass, Riesbach, Unterstrass, Wiedikon, Wipkingen e Wollishofen. Dopo l'incorporazione formò, assieme a Enge e Wollishofen, il II distretto; nel 1913 passò al nuovo distretto 2 assieme a Enge e Wollishofen.

## Monumenti e luoghi d'interesse

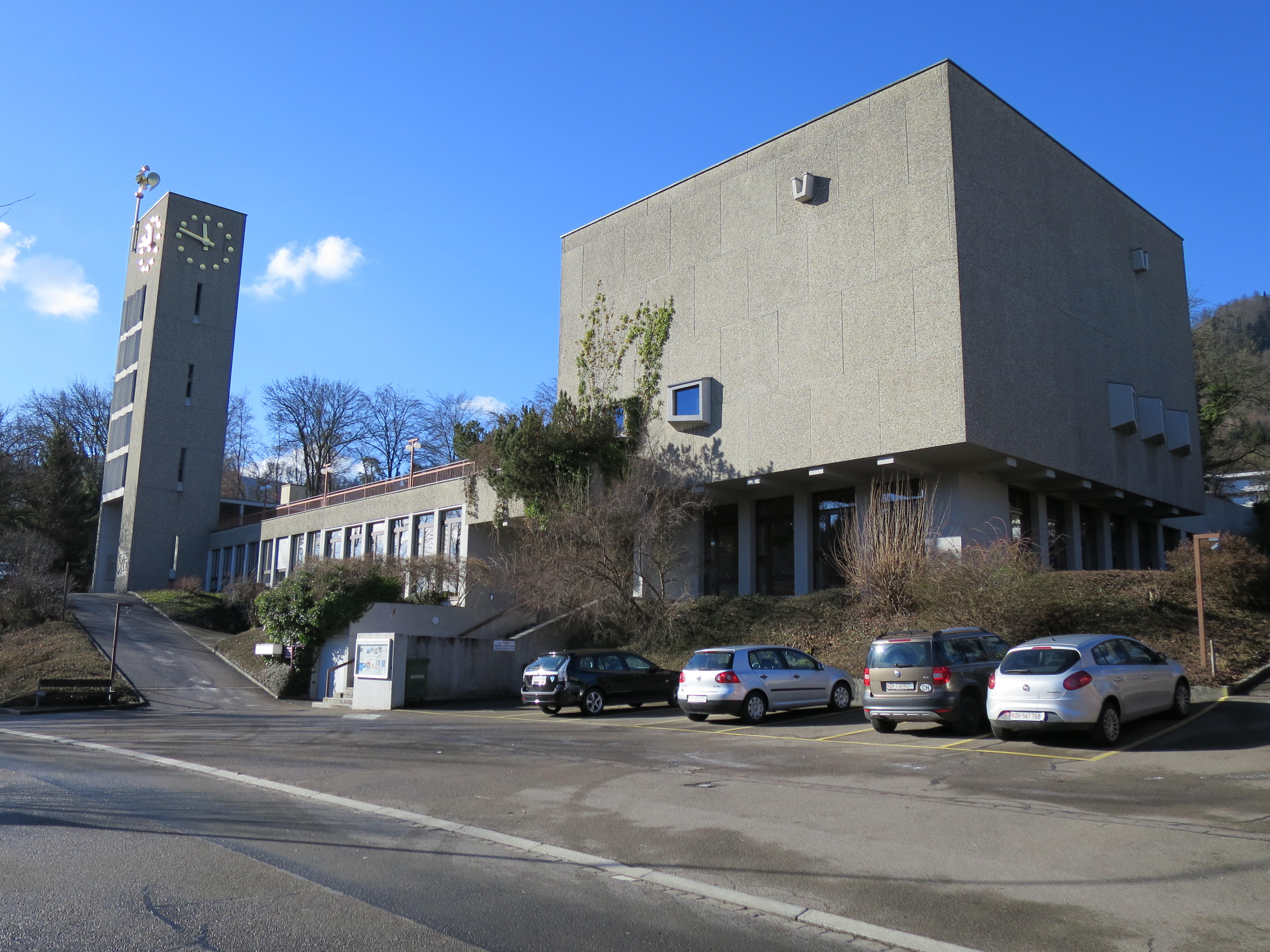
La chiesa riformata

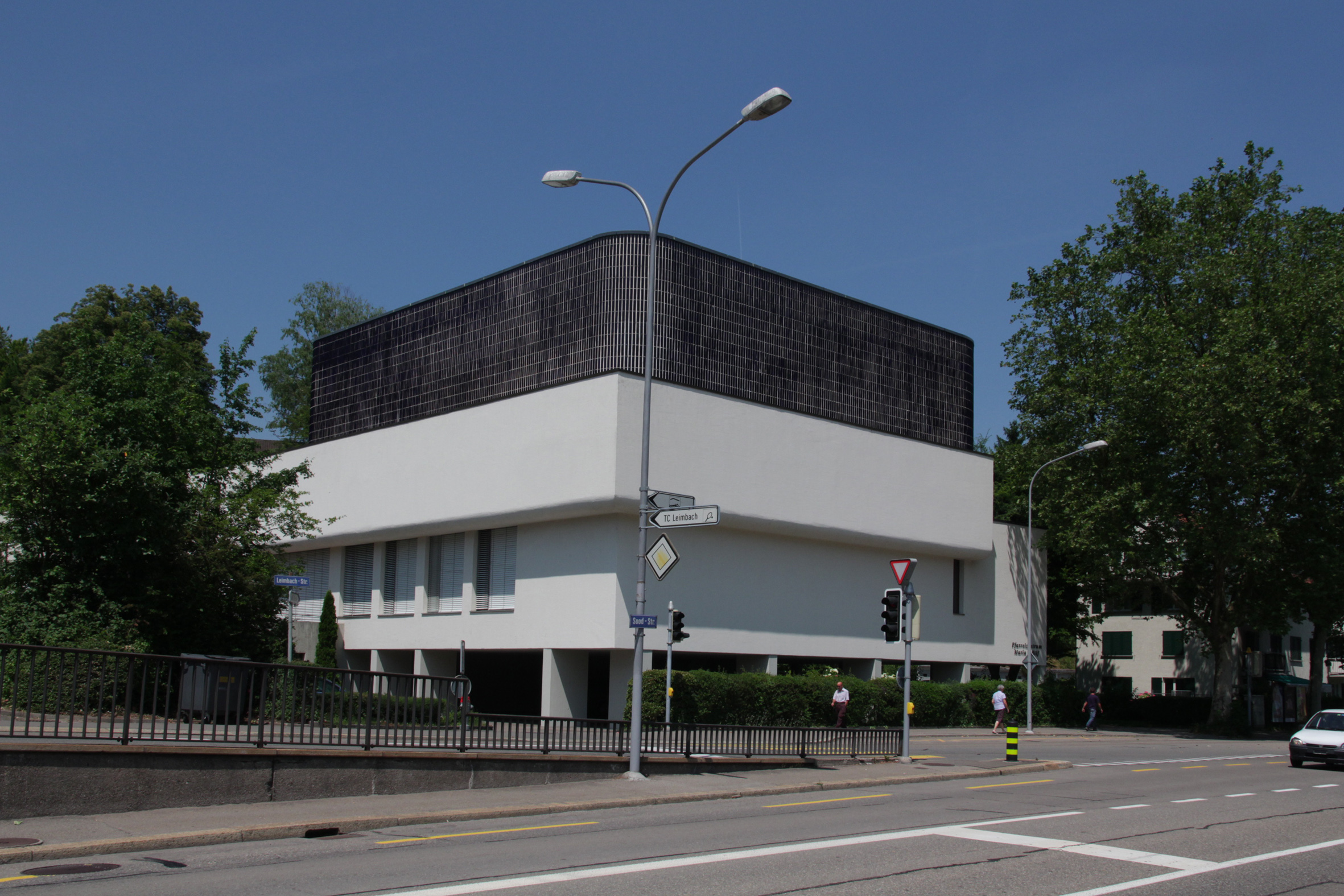
La chiesa di Santa Maria Ausiliatrice

- Chiesa riformata, eretta nel 1899 e ricostruita nel 1968[1];
- Chiesa cattolica di Santa Maria Ausiliatrice, eretta nel 1950[1].

## Società

### Evoluzione demografica
L'evoluzione demografica è riportata nella seguente tabella:
Abitanti censiti

## Amministrazione
Ogni famiglia originaria del luogo fa parte del cosiddetto comune patriziale e ha la responsabilità della manutenzione di ogni bene ricadente all'interno dei confini del comune.